# Żyła śródkościa skroniowa tylna

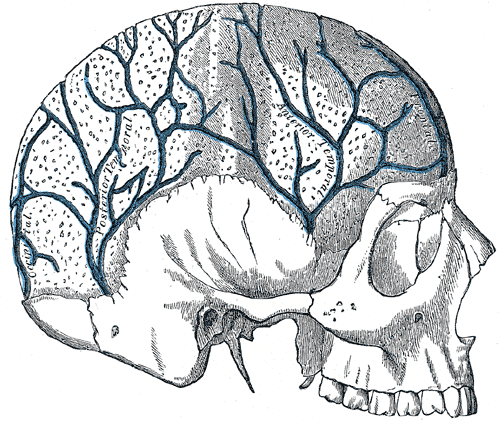
Żyły śródkościa. Żyła śródkościa skroniowa tylna podpisana Posterior Temporal.

Żyła śródkościa skroniowa tylna (łac. vena diploica temporalis posterior) – w anatomii człowieka jedna z żył śródkościa. Przebiega wewnątrz śródkościa w środkowej i tylnej części czaszki – w części łuskowej kości skroniowej i w kości ciemieniowej. Opuszcza śródkoście dwiema drogami, na zewnątrz czaszki, gdzie za pośrednictwem żyły wypustowej sutkowej łączy się z żyłami powierzchownymi okolicy sutkowej (żyłą uszną tylną lub żyłą potyliczną), i do wewnątrz czaszki, gdzie wpada do zatoki poprzecznej.